# Кавалерийский корпус Северовирджинской армии
Кавалерийский корпус (англ. Cavalry Corps, Army of Northern Virginia) — часть Северовирджинской армии КША, участвовавший в гражданской войне в США. Являлся объединённым корпусом, состоявшим из дивизий кавалерии, которые ранее являлись частями пехотных корпусов.

## История
Корпус был организован в 1863 году и передан под командование бригадному генералу Джебу Стюарту. В сражении при Геттисберге корпус проявил героизм, схожий только с атакой Пикетта.
В 1864 году, после смерти генерала Джеба Стюарта, новым командиром корпуса стал Уэйд Хэмптон.

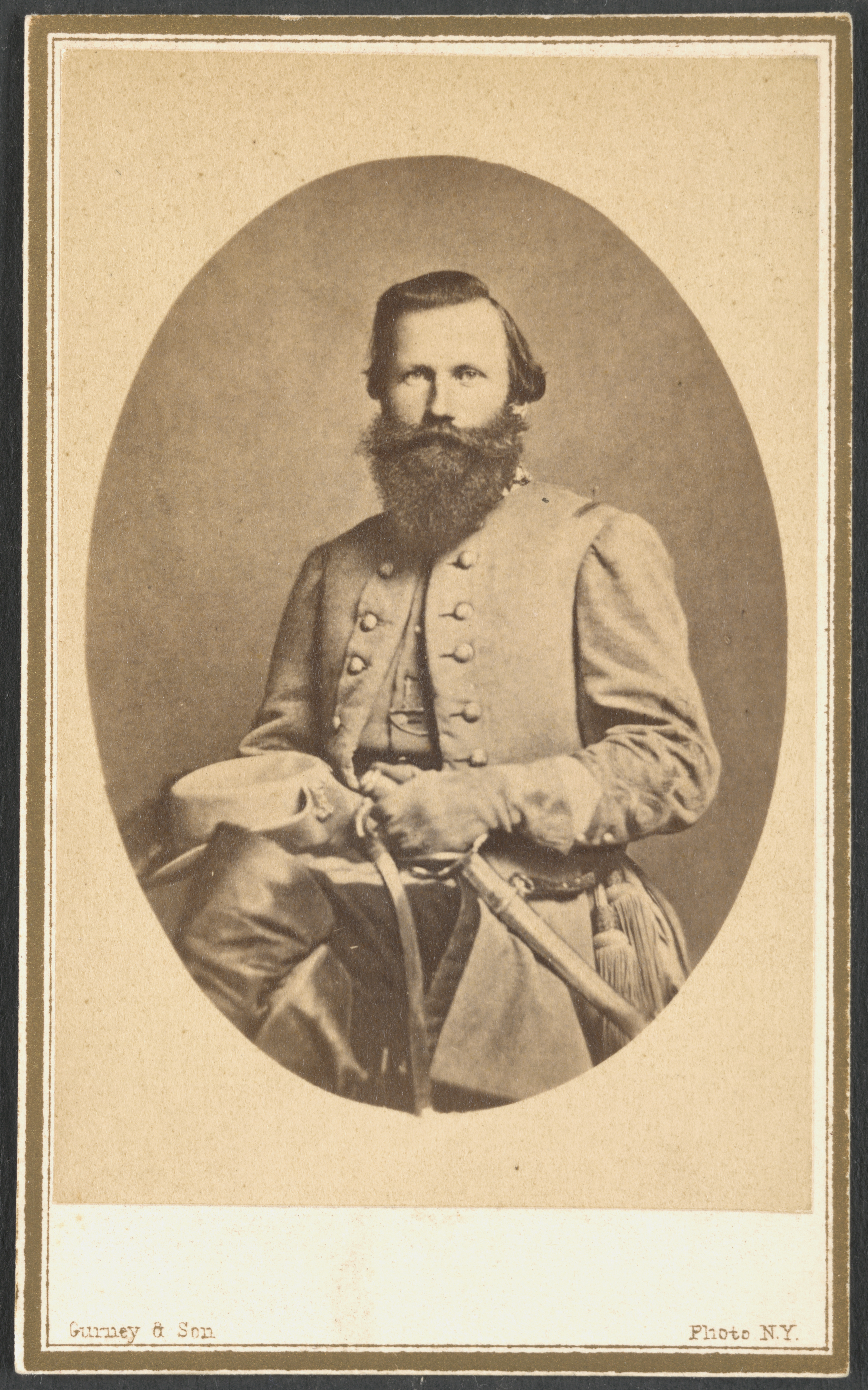
Джеб Стюарт, командир корпуса